# Žirovski Vrh Sv. Antona
Žirovski Vrh Sv. Antona je naselje u slovenskoj Općini Gorenjoj vasi - Poljane. Žirovski Vrh Sv. Antona se nalazi u pokrajini Gorenjskoj i statističkoj regiji Gorenjskoj. 

## Stanovništvo
Prema popisu stanovništva iz 2002. godine naselje je imalo 47 stanovnika.